# Das Opfer der Yella Rogesius
Das Opfer der Yella Rogesius ist ein deutsches Stummfilmmelodram von 1917 mit Wanda Treumann in der Titelrolle.

## Handlung
Der Film spielte in der Zirkuswelt. Dort hat sich die junge Yella einen Namen als talentierte Kunstreiterin gemacht. Sie ist mit einem Zirkuskollegin, dem Clown Gregor, verlobt. Auch der junge Reiter Stefan Rogesius, der sich in Yella verliebt hat, ist gebunden und bittet daher seine Verlobte Thea, ihn freizugeben. Schließlich heiraten Yella und Stefan. Während beide auf Hochzeitsreise gehen, richtet Yellas Bruder Ralph den beiden ein trautes Heim für die Zeit nach der Rückkehr ein. Bald aber drückt das junge Glück Geldsorgen, und Stefan kommt auf die Idee, diese dadurch zu mildern, indem der talentierte Reiter als Jockey an Pferderennen teilnimmt.
Der Pferdetrainer Brown hat derweil ein Auge auf Yella geworfen und versucht diese Stefan auszuspannen. Doch die treue Ehefrau weist den frechen Kerl zurück. Dieser rächt sich, in dem er Stefan am Entscheidungstag um den „Großen Preis“ kurz vor dem Entscheidungsritte betrunken macht. Stefan verpasst daraufhin seinen Einsatz. Obwohl gerade erst von einer schweren Krankheit genesen, beschließt Yella daraufhin sich selbst in den Sattel zu schwingen und anstelle ihres Mannes dieses Rennen zu bestreiten. Ihr gelingt es, unerkannt in die Startbox zu gelangen, und sie gewinnt sogar das Rennen. Doch das Opfer der Yella Rogesius war zu groß: Kaum hat sie den Sieg erritten, fällt sie vom Herzschlag getroffen tot zu Boden. Dort nimmt ihr herbeigeeilter Mann Stefan sie in die Arme.

## Produktionsnotizen
Das Opfer der Yella Rogesius wurde 1917 im Treumann-Larsen-Film-Atelier in Berlin-Lankwitz gedreht und wohl noch im selben Jahr uraufgeführt. Der Vierakter besaß eine ursprüngliche Länge von 1242 Meter, in der Neuzensurierung von 1923 reduzierte sich die Länge auf 1174 Meter.

## Kritik
„Dieser vierte Film der Wanda-Treumann-Serie 1917/18 übertrifft seine Vorgänger womöglich an Bedeutung. Die Geschichte der jungen Zirkusreiterin … unterscheidet sch von den üblichen Zirkusdramen dadurch, dass ihre Tragik nicht, wie meistens, in der verschiedenen gesellschaftlichen Stellung zweier Liebender beruht. Erst nachdem die Ehe zwischen den beiden geschlossen wurde, entstehen die Konflikte… Die Hauptattraktionen des Films sind wundervolle Aufnahmen aus dem Zirkusleben vor und hinter den Kulissen und außerdem eine Reihe farbenprächtiger, buntschillernder Bilder vom Rennen um den „Großen Preis“. Der Turf im Film, das ist etwas, was man nicht zu oft zu sehen bekommt. (…) Wanda Treumann verkörpert die Hauptrolle und zeigt ihre Virtuosität auch auf einem neuen Gebiete. Sie ist nicht nur eine geistreiche, charmante Schauspielerin, sondern auch eine hervorragende Künstlerin zu Pferde. Die übrigen Darsteller, besonders Paul Hartmann und Lupu Pick, boten ihr Bestes. Photographie und Inszenierung sind mustergültig.“